# Domaine Biltmore
Le domaine Biltmore (en anglais : Biltmore Estate) est situé près d'Asheville en Caroline du Nord. Il abrite la plus grande demeure privée des États-Unis.
Dans les années 1880, George Washington Vanderbilt, le quatrième fils de William Henry Vanderbilt fréquentait souvent Asheville, ainsi que sa région, et décida d'en faire un lieu de villégiature. 
Il confia le projet à l'architecte Richard Morris Hunt qui réalisa un pastiche néorenaissance, inspiré du château de Blois et de la Renaissance française (appelé en Amérique du Nord, le style Château). Commencés en 1888, les travaux s'achèveront 7 ans plus tard en 1895. Il engagea également Frederick Law Olmsted pour l'aménagement du parc et Gifford Pinchot pour celui des forêts. À cause de ses problèmes financiers, Vanderbilt ne vit jamais la fin des travaux pour certaines parties du château et dut vendre des parcelles de son domaine au gouvernement fédéral (Pisgah National Forest).
Ce château sera de moins en moins habité jusqu'en 1956, année où le domaine est ouvert au public comme musée. Toujours propriété des descendants de la famille Vanderbilt, le Domaine Biltmore accueille chaque année près de 1 000 000 de visiteurs qui peuvent venir admirer ce palais disposant de tout le confort moderne avec une piscine intérieure de plus de 260 m3, une allée de bowling, un ascenseur d'origine (nouveauté à l'époque), et d'autres curiosités. Cette demeure est également très riche en œuvres d'art et littéraires. L'ensemble du site est classé monument historique (National Historic Landmark) depuis 1963.

## Films tournés sur le site
- Le Cygne (1956) de Henri Vidor avec Grace Kelly et Louis Jourdan
- Bienvenue Mister Chance en anglais Being There(1979) de Hal Ashby avec Peter Sellers
- Monsieur Destinée (1990) de James Orr (en)
- Le Dernier des Mohicans (1991) de Michael Mann
- Forrest Gump (1993) de Robert Zemeckis
- Richie Rich (film) (1994) de Donald Petrie
- Président ? Vous avez dit président ? (My Fellow Americans) (1996) de Peter Segal
- Docteur Patch (1998) de Tom Shadyac
- Hannibal (2001) de Ridley Scott
- L'Enlèvement (2002) de Pieter Jan Brugge

## Livres dans lesquels le site apparaît
- La prophétie Charlemagne de Steve Berry
- Serafina et la Cape noire de Robert Beatty
- Serena de Ron Rash
- Motel Blues de Bill Bryson
- Un autre monde de Barbara Kingsolver